# Parco oceanografico di Valencia
Il parco oceanografico di Valencia è il più grande parco marino in Europa e si trova nella città spagnola di Valencia, nella zona nella quale si trovava il letto del fiume Turia, prosciugato negli anni sessanta dopo una devastante inondazione. Il parco è stato realizzato riutilizzando un progetto dello scomparso architetto madrileno Félix Candela.

## Struttura
Il museo acquatico è parte di un insieme più grande che prende il nome di Ciutat de les Arts i les Ciències. Enorme la varietà di specie presenti (circa 500) per un totale di 45.000 esemplari. La struttura si sviluppa in un'area di circa 100.000 m² ed un volume di 42 milioni di litri d'acqua.
Il complesso è diviso in zone che riproducono gli ambienti marini più disparati presenti sulla Terra. Le parti più suggestive si possono considerare un tunnel sottomarino della lunghezza di 70 metri ed un ristorante in cui si ha la sensazione di mangiare sul fondo dell'oceano. È presente anche un delfinario profondo 11 metri. Tra gli animali presenti ci sono anche trichechi, beluga, pinguini di Humboltd, foche comuni e numerosi uccelli, tra cui fenicotteri e ibis rosso.